# Nicoma Park
Nicoma Park är en ort i Oklahoma County i Oklahoma. Vid 2020 års folkräkning hade Nicoma Park 2 313 invånare.